# 댁의 남편은 어떠십니까?
《댁의 남편은 어떠십니까?》는 1993년 2월 22일부터 1993년 10월 19일까지 방영된 SBS 월화드라마이다.

## 기획 의도
부부의 생활방식을 통해 가정의 사랑과 행복에 대해 그리는 홈 드라마

## 등장 인물

### 주요 인물
- 길용우 : 도주섭 역

사람 좋고 술 좋아하는 평범한 소시민. 서울 변두리 신흥주택가의 25평짜리 연립주택에 거주 중. 공처가. 직장에서는 그다지 역량을 발휘하지 못한다.
- 김영철 : 강세풍 역

씩씩하고 호탕하지만 바람기 있는 남편. 가부장적이고 권위적이지만 능력도 있다.
- 유동근 : 최진국 역

강세풍이 다니는 화장품 회사 영업 담당 상무. 출세지향형이며 가정에도 충실한 인물이나 도희와 바람을 핀다.
- 이미영 : 고상미 역

진국의 아내. 여고 시절부터 진애의 경쟁 상대. 잘난 남편 덕에 친구들의 선망과 질투를 받는다.
- 이미숙 : 안정숙 역

세풍의 아내. 진애의 집 근처 아파트에서 사는 친구. 애교 많고 시끄러운 여자. 남편의 바람기에 마음을 놓지를 못한다.
- 양미경 : 전진애 역

주섭의 아내. 모범 주부. 남편에게 간간이 바가지도 긁지만 이불도 개고 쇼핑도 함께 다니는 남편에게서 소시민적 행복감을 느끼며 산다.

### 진우 주변 인물
- 이순재 : 천태성(천만복)

칠성그룹 회장. 유머감각이 뛰어나면서도 냉철한 성격을 가지고 있다. 첫사랑 민자를 만나 데이트를 즐기다 아내에게 들킨다.
- 윤여정 : 송은녀 역

천 회장의 아내. 매사 남편의 의사에 따르고 남편의 농담에 장단을 맞추면서 늘 웃고 지내는 팔자 좋은 회장 부인.
- 김혜정 : 송나희 역

은녀의 동생. 상미가 진국의 불륜 상대라고 오해하는 인물.

### 정숙 주변 인물
- 김용림 : 고민자 역

기찬과, 정숙성의 첫사랑.
- 오미희 : 나광자 역

기찬의 아내. 아들을 출산한다.
- 송기윤 : 안기찬 역

정숙의 오빠. 사표를 내고 진애와 식당을 개업한다.

### 주섭 주변 인물
- 이영애 : 도도희 역

주섭의 동생. 동시 통역사.
- 송승환 : 오진우 역

도희의 연인.

### 그 외 인물
- 백준기 : 한윤호 역: 기찬의 친구. 사진 작가.
- 유승봉
- 임선택
- 박상조
- 민경조 : 양미리 역
- 이동신
- 김해권
- 김희정
- 박종관
- 정승곤

## 시청률
최고 시청률 48.2%(1993년 5월 25일)를 기록했는데, 이는 <모래시계> 이전 SBS 드라마의 최고 시청률이었다.

## 연장
당초 60부작으로 기획되었으나 높은 인기와 후속작 캐스팅 문제 때문에 10편 늘린 70회로 막을 내렸다.

## 수상
- 1993년 SBS 스타상 대상 이미숙
- 1993년 SBS 스타상 탤런트 부문 신인 연기상 이영애

## 참고 사항
- 1992년 2월, 국회의원에 당선된 이순재가 "의정 활동에만 전념하겠다"는 다짐을 뒤집고 드라마에 출연하여 구설수에 올랐다.[1]
- 특정 기업과 상품을 간접 선전했다는 이유로 방송위원회로부터 '시청자 사과명령' 조치를 받았다.[2]
- 초반에는 높은 시청률을 기록하며 가정에서의 사랑, 갈등, 고민을 현실감 있고 코믹하게 묘사하여 호평을 받았다.[3]
- 그러나, 부부가 야구배트와 빨래방망이로 싸우는 장면, 상대방의 밥그릇을 망치로 깨뜨리는 장면 등 폭력적인 장면을 내보내 논란을 일으켰다.[4]
- 황당무계한 스토리 구성, 저속어 남발, 부부 간의 갈등을 불륜으로 해소하려는 발상 등이 뒤틀린 가족 윤리를 유발한다는 지적이 있었다.[5]
- 지나친 과장, 상식을 넘어서는 대화, 황당한 상황 설정으로 비난을 받았다.[6]